# 周禹鹏
周禹鹏（1947年6月—），男，回族，江苏江阴人，中华人民共和国政治人物，曾任上海市人民政府副市长，中共上海市委常委，上海市人大常委会副主任。